# Homalotyloidea magniclava
Homalotyloidea magniclava is een vliesvleugelig insect uit de familie Encyrtidae. De wetenschappelijke naam is voor het eerst geldig gepubliceerd in 1989 door Fatma & Shafee.